# Hermann Kühn (Politiker)
Hermann Kühn (* 17. Mai 1851 in Schlawe (Pommern); † 27. Februar 1937 in Berlin) war ein deutscher Politiker und Staatssekretär im Reichsschatzamt des Deutschen Kaiserreichs.

## Schule, Studium und berufliche Laufbahn
Das Gymnasium besuchte er in Köslin. Während seines Studiums in Heidelberg wurde er 1871 Mitglied der Burschenschaft Frankonia Heidelberg. Nach dem Studium der Rechtswissenschaften wurde er 1874 Gerichtsreferendar. 1879 wurde er zunächst Gerichtsassessor in Köslin und danach Amts- und Kreisrichter in Marggrabowa und Rügenwalde. 1883 wurde er Regierungsassessor bei der Verwaltung der indirekten Steuern in Stettin. 1885 wurde er zuerst Obergrenzkontrolleur und dann 1886 Regierungsrat und Leiter der Oberzollinspektion von Thorn. Bereits ein Jahr später wurde er Mitglied der Provinzsteuerdirektion von Danzig und 1889 von Berlin.

## Aufstieg zum Staatssekretär im Reichsschatzamt
1892 wechselte er in das Reichsschatzamt. Zunächst war er dort Vortragender Rat und Geheimer Regierungsrat, ehe er 1896 zum Geheimen Oberregierungsrat befördert wurde. 1905 erfolgte seine Ernennung zum Direktor im Reichsschatzamt. In dieser Funktion war er zugleich Stellvertretender Bevollmächtigter zum Bundesrat. 1910 wurde er zum Unterstaatssekretär im Reichsschatzamt ernannt.
Am 17. März 1912 wurde er als Nachfolger von Adolf Wermuth Staatssekretär im Reichsschatzamt. Dieses Amt übte er bis zum 17. Januar 1915 aus. Zugleich war er Wirklicher Geheimer Rat und Bevollmächtigter zum Bundesrat. Nachfolger als Staatssekretär wurde Karl Helfferich. Zwischen dem 3. Juli 1914 und dem 31. Januar 1915 war er zusätzlich Preußischer Staatsminister ohne Geschäftsbereich.

## Auszeichnungen
1915 wurde er Ehrenbürger seiner Heimatstadt Schlawe.